# Bahnhof Lyon-Saint-Paul

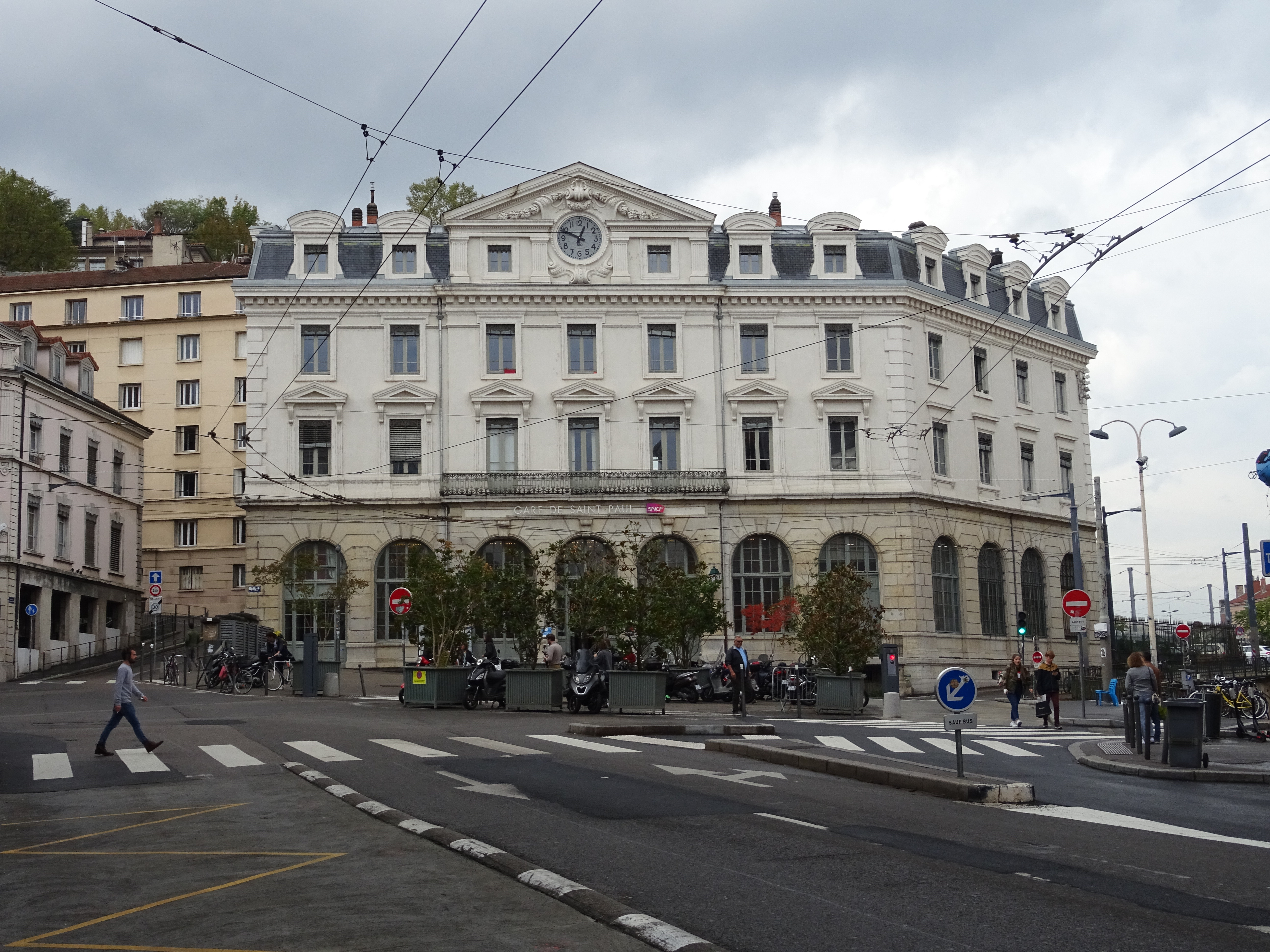
Empfangsgebäude des Bahnhofs Lyon-Saint-Paul

Der Bahnhof Lyon-Saint-Paul (fr: Gare de Lyon-Saint-Paul) ist ein Bahnhof in der französischen Stadt Lyon.

## Lage
Der Kopfbahnhof liegt am rechten Ufer der Saône im Altstadtquartier Saint-Paul des 5. Arrondissements von Lyon. Er befindet sich unweit des Flusses am Fuß der Colline de Fourvière.

## Geschichte und Beschreibung

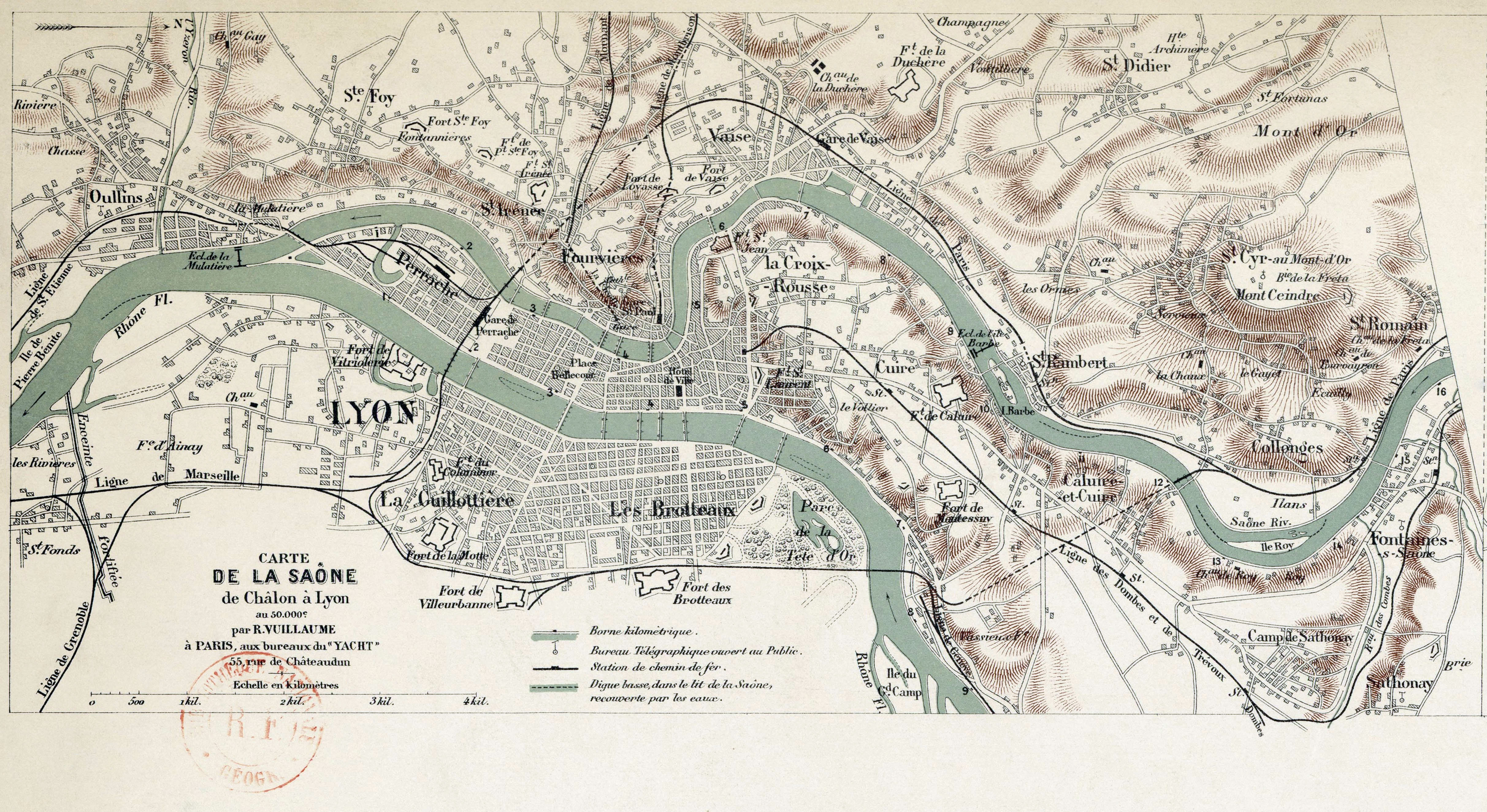
Lyon im Jahr 1885, ungefähr mittig der Bahnhof Saint-Paul (Norden ist rechts)

Ursprünglich war eine Bahnstrecke von Lyon über Clermont-Ferrand und Périgueux nach Bordeaux geplant, deren erster Abschnitt die heutige Bahnstrecke Lyon-Saint-Paul–Montbrison werden sollte. Die Erklärung der Gemeinnützigkeit erfolgte 1868, die Konzession wurde an die Brüder Lucien et Félix Mangini, Gründer der Eisenbahngesellschaft Compagnie des Dombes et des chemins de fer du Sud-Est (DSE), vergeben. Der Deutsch-Französische Krieg von 1870/71 verzögerte den Baubeginn.

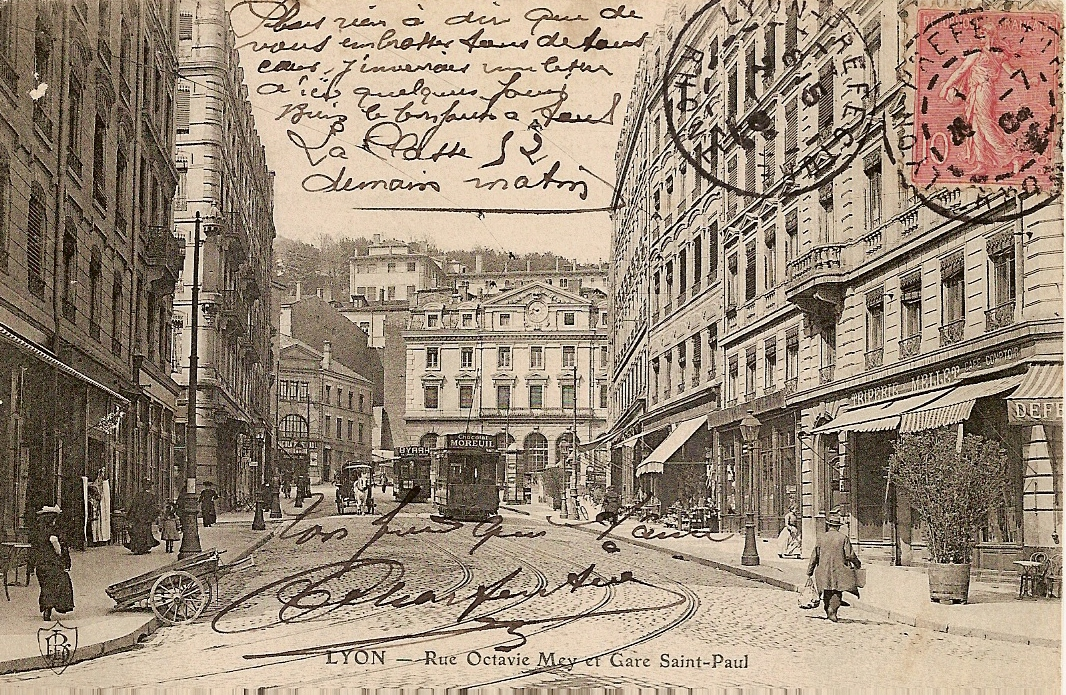
Die Rue Octavio Mey mit (im Hintergrund) dem Bahnhof Saint-Paul (1900)

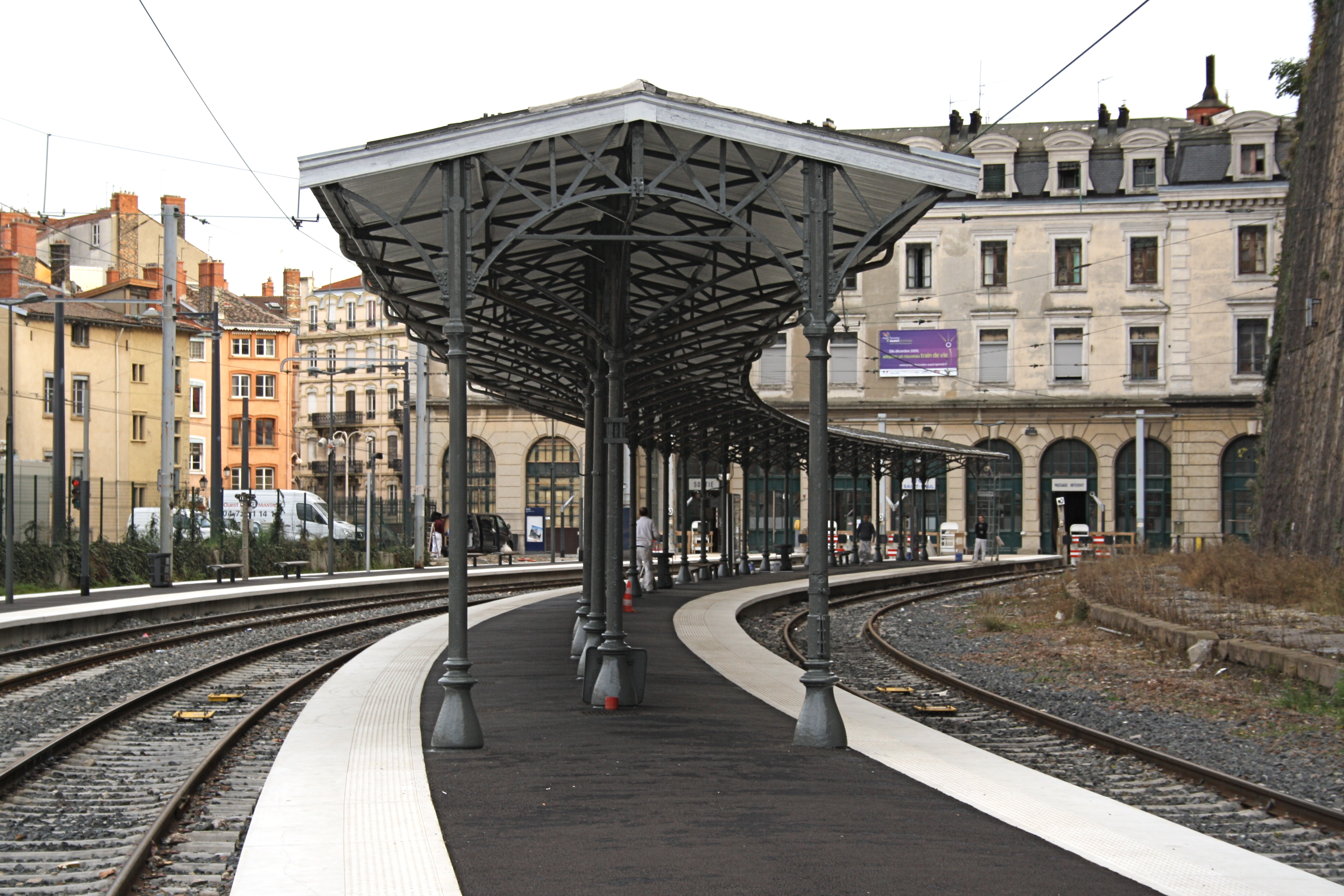
Gleisseite mit überdachtem südwestlichem Bahnsteig (2009)

Karte des Tram-train de l’Ouest lyonnais – die Strecke Tassin–Brignais wird im Anschluss mit Dieseltriebwagen betrieben

Am 17. Januar 1876 wurde der Bahnhof zeitgleich mit dem entsprechenden Abschnitt der Strecke nach Montbrison von der DSE eröffnet. Um von der östlichen Altstadt her über den Pont de la Feuillée den Zugang zum neuen Bahnhof zu verbessern, wurde im Zuge der vormaligen Rue de la Poulaillerie-Saint-Paul die Rue Octavio-Mey angelegt. Die Verbindung zum Kurort Charbonnières-les-Bains brachte ein unerwartet hohes Fahrgastaufkommen; 1877 wurde ein zweites Streckengleis verlegt. Am 20. November 1883 übernahm die Compagnie des chemins de fer de Paris à Lyon et à la Méditerranée (PLM) die Strecke.
Der Personenbahnhof wies ursprünglich sechs in einer Krümmung gelegene Gleise an zwei Mittel- und zwei Seitenbahnsteigen auf. Zusätzlich existierte an dessen Nordseite ein kleiner Güterbahnhof. Die Gütergleise und die beiden äußeren Gleise des Personenbahnhofs wurden mittlerweile abgebaut. Unmittelbar hinter dem westlich gelegenen Bahnhofskopf unterqueren die beiden Streckengleise im 1421 m langen Tunnel de Loyasse die Colline de Fourvière.
Im frühen 20. Jahrhundert war Saint-Paul ein stark frequentierter Vorortbahnhof, die gesamte Strecke wurde indes nur von vier täglichen Zügen befahren. Nach dem Umbau des Bahnhofs Tassin kamen 1911 weitere Zugläufe hinzu.
1953 erhielt der Abschnitt von Lyon-Saint-Paul nach Lyon-Gorge-de-Loup eine Oberleitung mit einer Gleichspannung von 1500 V, um Züge elektrisch vom Bahnhof Lyon-Vaise dorthin führen zu können. Da die übrigen Streckenäste jedoch weiterhin mit Dieseltriebwagen befahren wurden, wurde 1984 der Strom wieder abgeschaltet. Bis 2008 verkehrten Züge des TER Rhône-Alpes von Lyon-Saint-Paul nach L’Arbresle und Sain-Bel.
In den Jahren 2008 bis 2012 wurden das Empfangsgebäude umgebaut und die Oberleitungen erneut unter Spannung gesetzt. Seit September 2012 werden Elektrotriebwagen des Tram-train de l’Ouest lyonnais (Typ Alstom Citadis Dualis) eingesetzt, die im 15-Minuten-Takt zwischen Lyon-Saint-Paul und Sain-Bel verkehren. Im 30-Minuten-Takt verkehren Züge nach Brignais, ebenfalls 30-minütig nach Tassin mit Anschluss nach Lozanne.

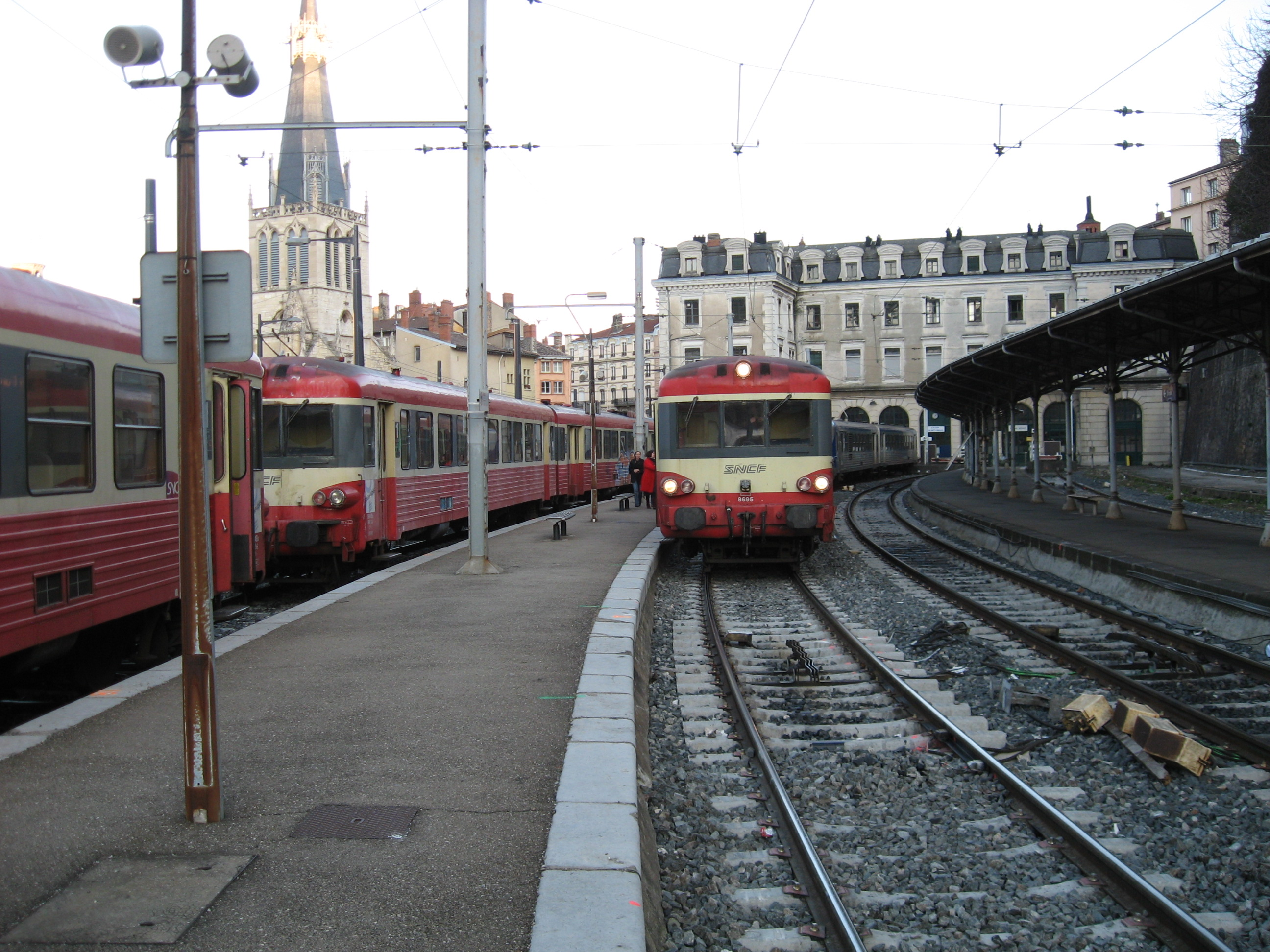
Dieseltriebwagen des Typs Caravelle im Bahnhof Saint-Paul (2009)
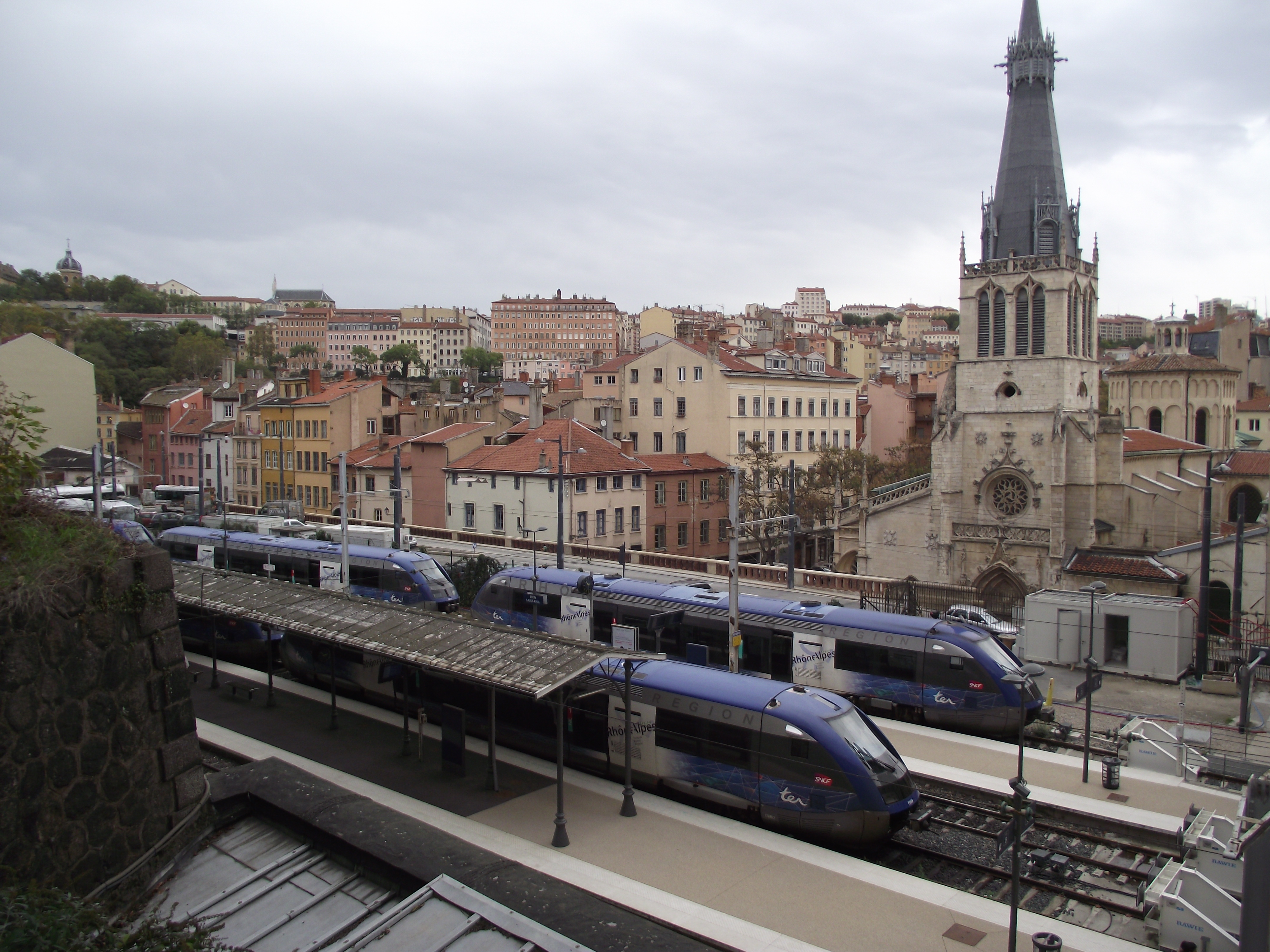
Bahnhof Saint-Paul mit Dieseltriebwagen des Typs Alstom Coradia A TER (2012)
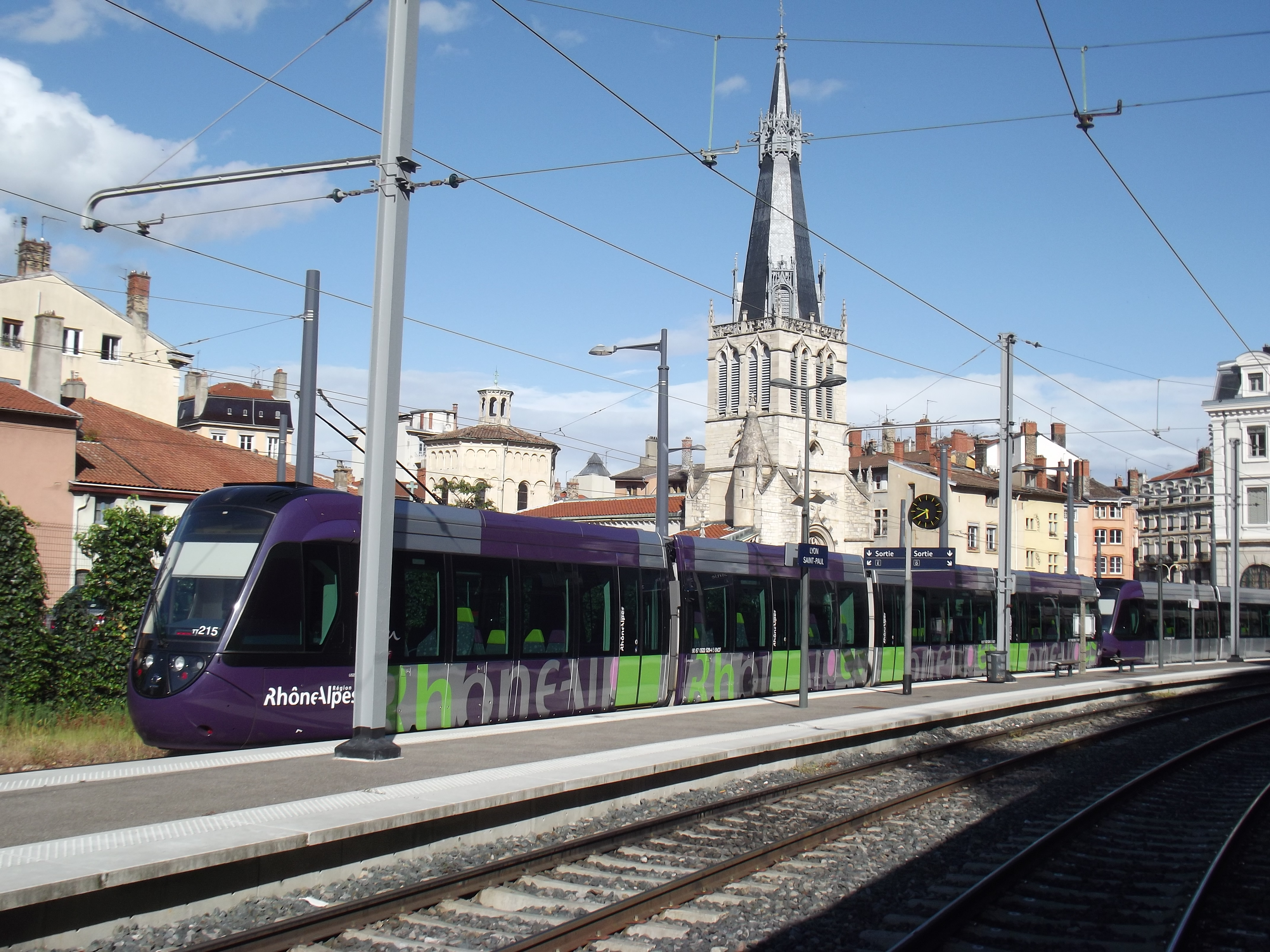
Tram-train-Zug des Typs Alstom Citadis Dualis (2014)
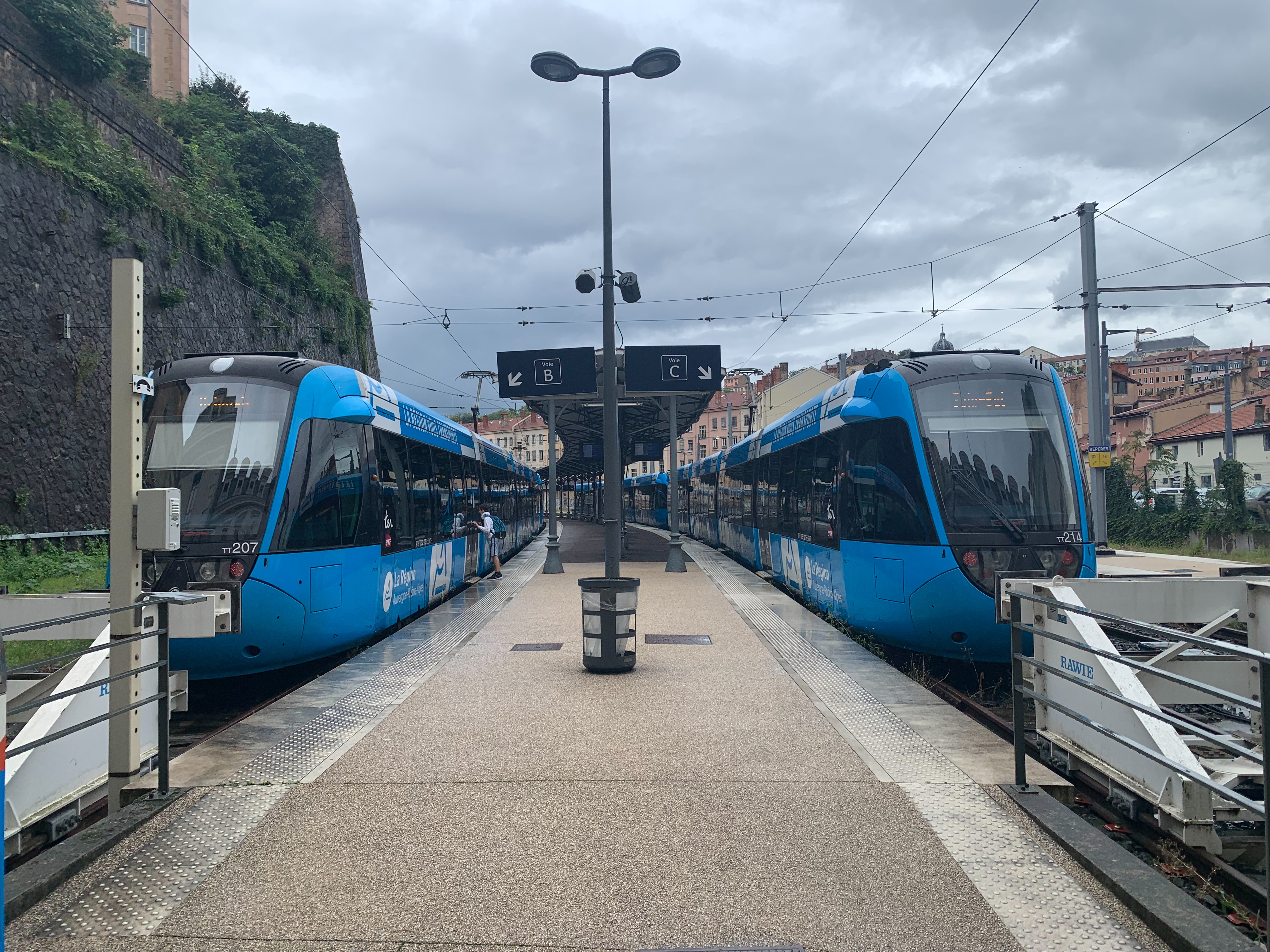
Tram-train-Züge in aktueller Farbgebung am überdachten Bahnsteig